# Igerna nigrofuscus
Igerna nigrofuscus är en insektsart som beskrevs av Melichar 1905. Igerna nigrofuscus ingår i släktet Igerna och familjen dvärgstritar. Inga underarter finns listade i Catalogue of Life.